# 志田義秀
志田 義秀（しだ ぎしゅう、1876年7月27日 - 1946年1月17日）は、日本の国文学者・俳人。学位は、文学博士（1937年）（学位論文「問題の点を主としたる芭蕉の伝記の研究」）。元東洋大学教授。連歌俳諧研究、説話研究、歌謡研究、辞典の編纂など、多方面に業績を残した。

## 略歴
富山県上新川郡出身。旧姓は藤井。俳号は素琴。富山中学校、第四高等学校を経て、1903年東京帝国大学文学部国文科卒。第六高等学校教授、1925年旧制成蹊高等学校教授、東洋大学教授。1937年「問題の点を主としたる芭蕉の伝記の研究」で文学博士の学位を取得。日本で初めて俳文学によって文学博士の学位を取得した。俳誌「懸葵」「草上」などの選者を務め、1932年内藤吐天らと『東炎』を創刊、主宰した。志田延義は次男。

## 著書
- 『日本文学植物美観』三宅克己画 晴光館 1908
- 『花鳥虫魚百譜詳釈』辰文館 1912
- 『岩波講座日本文學 現代俳句』岩波書店 1931
- 『岩波講座日本文學 蕉門十哲』岩波書店 1932
- 『俳文学の考察』明治書院 1932
- 『越谷吾山 附・吾山俳句集』越谷吾山翁記念事業会 1934
- 『日本宗教講座 日本宗教文學』東方書院 1934
- 『国語国文学講座 第7 俳諧史』雄山閣 1934
- 『芭蕉一代物語 物語日本文学』至文堂 1935
- 『一茶一代物語 物語日本文学』至文堂 1935
- 『聖典講讚全集 和讚總論』小山書店 1935
- 『芭蕉と俳諧の精神』日本精神叢書 教学局 1937
- 『蕪村一代物語』物語日本文学 至文堂 1938
- 『問題の点を主としたる芭蕉の伝記の研究』河出書房 1938
- 『芭蕉俳句の解釈と鑑賞』至文堂 1940
- 『奥の細道・芭蕉・蕪村』東京修文館 1941
- 『日本の伝説と童話』大東出版社 1941
- 『俳句と俳人と』修文館 1942
- 『芭蕉展望』日本評論社 1946
- 『芭蕉前後』日本評論社 1947
- 『国文学への道』西荻書店 1948 新人文叢書

### 共編著
- 『日本類語大辞典』佐伯常麿共編 晴光館 1909 「類語の辞典」講談社学術文庫
- 『俳文学選』編 明治書院 1926
- 『日本植物図鑑ニ準拠セル植物名彙』田中徹翁共編 北隆館 1929
- 『国語国文学講座 第8巻 俳諧史 中世日本文學史 前篇』山岸徳平共著 雄山閣 1934
- 『俳文学三種選』編 明治書院 1940

### 訳・校注
- 『平家物語 物語日本文学』至文堂 1932
- 上田秋成『雨月物語 物語日本文学』至文堂 1935
- 『奥の細道評釈 新註』紫乃故郷舎 1948 紫文学評註叢書
- 『校註芭蕉蕉門選集』志田延義共編 武蔵野書院 1941
- 『校註奥の細道 附幻住庵記』武藏野書院 1943
- 『校註芭蕉選』武藏野書院 1948
- 『芭蕉講座 第7巻 (書簡篇)』荻野清共編 三省堂出版 1948
- 『春の日 芭蕉七部集連句評釈』天野雨山共著 三省堂出版 1949
- 『冬の日 芭蕉七部集連句評釈』天野雨山共著 三省堂 1949